# Пучківська Галина Олександрівна
Галина Олександрівна Пучківська (22 червня 1934, Київ — 29 вересня 2010, Київ) — радянська і українська фізикиня в царині кристалографії. Професор АН УРСР (з 1989), заслужена діячка науки і техніки України (2004). Авторка методу визначення параметрів водневих зв'язків в кристалах.

## Біографія
Народилася в другому шлюбі Олександра Пучківського, старша сестра — лікарка Надія Пучківська.
Учениця фізиків Антоніни Прихотько та Марата Шпака.

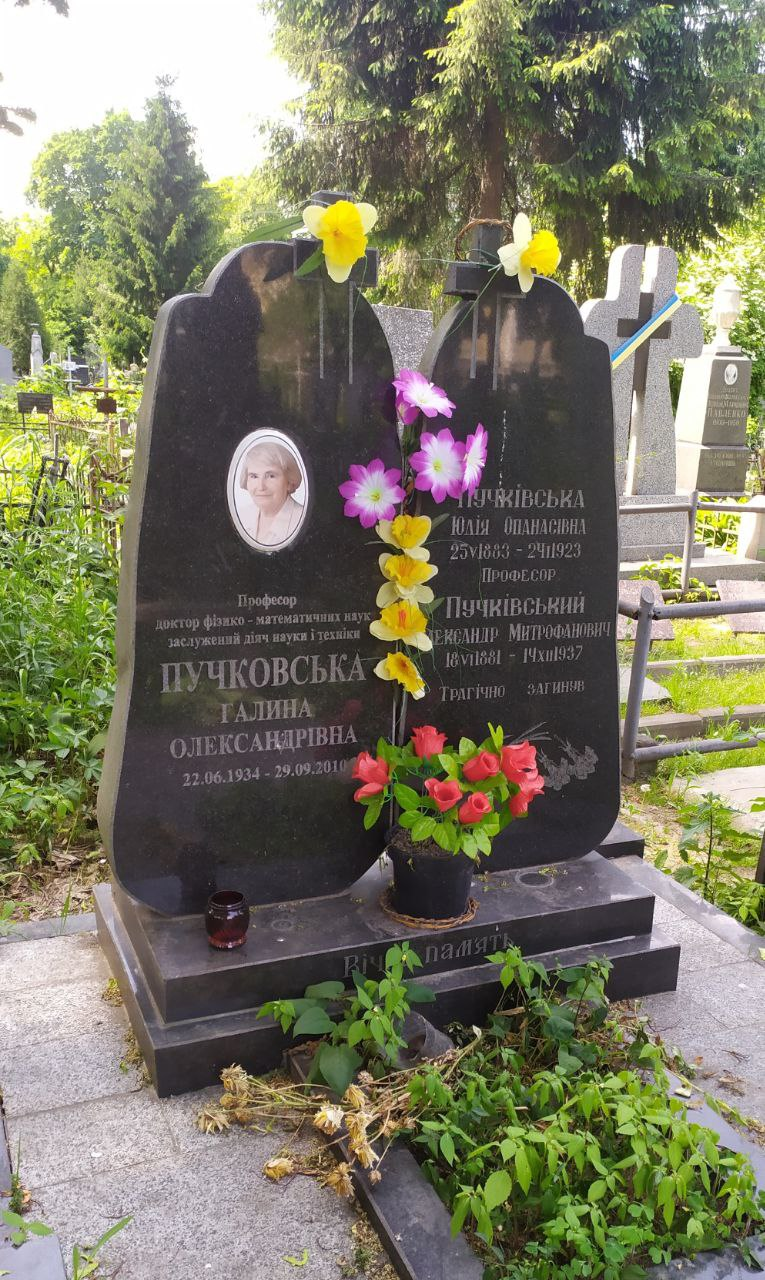
Могила Галини Пучківської, Лук'янівське кладовище

У 1952 закінчила Київський національний університет імені Тараса Шевченка, потім працювала інженером в Інституті фізики АН УРСР. У 1964 році захистила кандидатську дисертацію. З 1993 по 2010 рр. після смерті М. Т. Шпака очолювала Відділ фотоактивності Інституту фізики НАН України.
Створила метод визначення параметрів водневих зв'язків в кристалах. Брала участь у створенні і була головною організаторкою Міжнародних шкіл-семінарів «Спектроскопія молекул і кристалів».
Основні праці Г. Пучківської присвячені проблемам спектроскопії молекул і кристалів (близько 300 робіт).
Померла 29 вересня 2010 року, похована на Лук'янівському кладовищі разом з батьком.

## Нагороди та звання
- За доблесну працю (1970).
- Державна премія України в галузі науки і техніки (1984).
- Членкиня-кореспондентка Європейської Академії Наук, мистецтва і літератури (Париж).
- Премія НАН України імені А. Ф. Прихотько (2006)[4].

## Деякі наукові праці
- http://library.lp.edu.ua/opac/page_lib.php?docid=90234&mode=DocBibRecord [Архівовано 6 березня 2019 у Wayback Machine.]